# بروس فورد (موسيقي)
بروس فورد (بالإنجليزية: Bruce Ford)‏ هو موسيقي ومغني أوبرا ومغني أمريكي، ولد في 15 أغسطس 1956 في لوبوك في الولايات المتحدة.

## وصلات خارجية
- بروس فورد على موقع ميوزك برينز (الإنجليزية)
- بروس فورد على موقع أول ميوزيك (الإنجليزية)
- بروس فورد على موقع ديسكوغز (الإنجليزية)